# Canton de Jugon-les-Lacs
Le canton de Jugon-les-Lacs est une ancienne division administrative française, située dans le département des Côtes-d'Armor et la région Bretagne.

## Composition
Le canton de Jugon-les-Lacs regroupait les communes suivantes :
- Dolo ;
- Jugon-les-Lacs ;
- Plédéliac ;
- Plénée-Jugon ;
- Plestan ;
- Tramain.

## Démographie
| 1975  | 1982  | 1990  | 1999  | 2006  | 2011  | 2012  |
| ----- | ----- | ----- | ----- | ----- | ----- | ----- |
| 7 316 | 7 127 | 7 006 | 7 200 | 7 825 | 8 342 | 8 432 |

## Représentation

### Conseillers généraux de 1833 à 2015
- De 1833 à 1848, les cantons de Broons et Jugon avaient le même conseiller général. Le nombre de conseillers généraux était limité à 30 par département.
- Le canton de Jugon a pris le nom de Jugon-les-Lacs en 1973.

| Période | Période          | Identité                                           | Étiquette    | Qualité |
| ------- | ---------------- | -------------------------------------------------- | ------------ | --- |
| 1833    | 1848             | Louis François Petibon                             |              | Juge de paix et greffier à Broons |
| 1848    | 1856             | Jacques Ange Gourdet                               |              | Juge d'instruction au Tribunal civil de Châteaulin puis de Dinan |
| 1856    | 1862 (décès)     | Hippolyte de Lorgeril (1774-1862)                  |              | Propriétaire à Trébédan (Saint-Igneuc) |
| 1862    | 1870             | Henry Louis Achille de Querhoënt                   |              | Propriétaire du château de la Pyrie Maire du Hinglé |
| 1870    | 1886             | Hippolyte-Louis de Lorgeril (fils d'H.de Lorgeril) | Légitimiste  | Propriétaire du château de Chalonge à Trébédan Député (1871-1875) Sénateur (1875-1888) |
| 1886    | 1908 (démission) | Comte Théodore Brunet du Guillier (1830-1912)      | Conservateur | Propriétaire Maire de Plédéliac |
| 1908    | 1940             | Louis de Chappedelaine                             | Rad.ind.     | Avocat Maire de Plénée-Jugon (1929-1939) Député (1910-1939) Ministre (Entre 1930 et 1939) |
|         |                  |                                                    |              | |
| 1943    | 1945             | Jean-Marie Sabot (1892-1946)                       |              | Notaire Maire de Plénée-Jugon (1941-1944) Nommé conseiller départemental en 1943 |
|         |                  |                                                    |              | |
| 1945    | 1949             | Louis Le Mazier (1904-1985)                        | SFIO         | Agriculteur Maire de Plédéliac (1945-1946) |
| 1949    | 1967             | Eugène Hamon (1895-1974)                           | RGR puis DVD | Cultivateur à Jugon Ancien maire de La Malhoure (1941-1942) |
| 1967    | 1992             | Fernand Hamon                                      | DVG puis PS  | Inséminateur Maire de Jugon-les-Lacs (1973-1995) |
| 1992    | 2015             | Claudy Lebreton                                    | PS           | Kinésithérapeute Suppléant du député Didier Chouat (1988-1993) Président du conseil général (1997-2015) Maire de Plénée-Jugon (1977-2001) Président de l'Assemblée des départements de France (2004-2015) |

### Conseillers d'arrondissement (de 1833 à 1940)
| 1833 | 1842 | Louis Jacques Victor Trotard (1800-1854)                  |             | Médecin, maire de Jugon                        |
| 1842 | 1848 | Comte Bertrand de La Motte de Broons de Vauvert           |             | Avocat à Rennes, propriétaire à Lescouët-Jugon |
| |      |                                                           |             |                                                |
| av.1856 | 1864 | François Frétray                                          |             | Propriétaire à Jugon                           |
| 1864 |      | Théodose François Brunet, Vicomte du Guillier (1802-1882) |             | Propriétaire, maire de Plédéliac               |
| |      |                                                           |             |                                                |
| 1895 | 1907 | Auguste Perrichon                                         | Droite      | Maire de Plénée-Jugon (1863-1908)              |
| 1907 | 1908 | Louis de Chappedelaine                                    | Libéral     | Avocat Maire de Plénée-Jugon                   |
| 10 janvier 1909                                                                                              | 1913 | Bernard de La Gatinais                                    | Libéral     | Maire de Plestan                               |
| 1913 | 1919 | Mathurin Bourdé                                           | Libéral     | Maire de Plénée-Jugon 1908-1914 et 1919-1929   |
| 1919 | 1937 | Marie-Ange Henry                                          | Républicain | Maire de Dolo                                  |
| 1937 | 1940 | Jean Orveillon                                            | Rad.ind.    | Greffier de paix Maire de Jugon (1938-1962)    |
| Les conseils d'arrondissement ont été suspendus par la loi du 12 octobre 1940 et n'ont jamais été réactivés. |      |                                                           |             |                                                |
| Les données manquantes sont à compléter.                                                                     |      |                                                           |             |                                                |